# Liste des préfets de la Haute-Saône
Liste des préfets de la Haute-Saône depuis la création du département. Le siège est l'hôtel de préfecture de la Haute-Saône basée à Vesoul. Romain Royet est le préfet du département depuis le 16 octobre 2023.

## Préfets duConsulatet duPremier Empire
| Période         | Période             | Identité                    | Fonction précédente | Observation                                                                               |
| --------------- | ------------------- | --------------------------- | --- | ----------------------------------------------------------------------------------------- |
| 2 mars 1800     | 24 février 1804     | Jacques Paul Vergnes        | Général de brigade (1793) Chef d'état-major de l'armée des côtes de Brest (1793)                                                | Nommé Directeur des droits réunis du département de la Rhône.                             |
| 25 février 1804 | 3 janvier 1814      | Jean François Hilaire       | Avocat au Parlement de Grenoble Procureur-syndic Commissaire central du département de l'Isère Sous-préfet de Vienne (Dauphiné) | Suspendu le 3 janvier 1814, arrêté et transféré en Allemagne. Passe à la retraite en 1821 |
| 3 janvier 1814  | ....(sera maintenu) | Alexandre André de Flavigny | Sous-préfet de Soissons | Maintenu à la première Restauration                                                       |

## Préfets de laPremière Restauration(1814-1815)
| Période            | Période      | Identité                    | Fonction précédente              | Observation |
| ------------------ | ------------ | --------------------------- | -------------------------------- | --- |
| ....(est maintenu) | 6 avril 1815 | Alexandre André de Flavigny | Maintenu après le Premier Empire | Nommé aux Cent-Jours préfet de la Meuse, non-installé (il refuse le poste) Nommé à la seconde Restauration préfet de la Haute-Vienne |

## Préfets desCent-Jours
| Période      | Période         | Identité                              | Fonction précédente                                       | Observation |
| ------------ | --------------- | ------------------------------------- | --------------------------------------------------------- | ----------- |
| 6 avril 1815 | 14 juillet 1815 | Jean-Joseph-Aimé Esnou de Saint-Céran | Référendaire à la Cour des comptes. Sous-préfet de Sceaux |             |

## Monarchie de Juillet
| Période         | Période         | Identité                                 | Fonction précédente                           | Observation                                 |
| --------------- | --------------- | ---------------------------------------- | --------------------------------------------- | ------------------------------------------- |
| 14 juillet 1815 | 5 octobre 1825  | Joseph de Villeneuve-Bargemon            | Conseiller référendaire à la cour des comptes | Nommé préfet de Saône-et-Loire              |
| 5 octobre 1825  | 16 octobre 1829 | Antoine Bufile Woldemar René de Brancas  | Sous-préfet de Dieppe                         | Nommé préfet de l'Aube                      |
| 16 octobre 1829 | 6 août 1830     | Philippe-Alexandre Le Brun de Charmettes | Sous-préfet de Coulommiers                    | Remplacé                                    |
| 6 août 1830     | 20 octobre 1838 | Amédée Simon Dominique Thierry           |                                               | Nommé maître des requêtes au Conseil d'État |
| 20 octobre 1838 | 10 août 1839    | Claude-Hyacinthe-Félix de Barthélémy     | Préfet de Saône-et-Loire                      | Nommé préfet de la Loire                    |
| 10 août 1839    | 4 janvier 1847  | Jules Edmond Édouard Mazères             | Préfet de l'Aveyron                           | Nommé préfet du Cher                        |
| 4 janvier 1847  | 27 février 1848 | Victor Gabriel La Brousse de Verteillac  | Sous-préfet de Saint-Omer                     | Révoqué                                     |

## Préfets et commissaires du gouvernement de la Deuxième République (1848-1851)
| Période         | Période       | Identité                       | Fonction précédente                                                                                 | Observation |
| --------------- | ------------- | ------------------------------ | --------------------------------------------------------------------------------------------------- | --- |
| 27 février 1848 | 2 mai 1848    | Pierre François Honoré Boileau | Président du tribunal de Lure                                                                       | (Commissaire du gouvernement) Reprend sa fonction de Président du tribunal de Lure                                                                         |
| 8 mars 1848     | 23 avril 1848 | Nicolas Frédéric Signard       | | (Commissaire du gouvernement) Élu représentant de la Haute-Saône. Sera proscrit en 1852.                                                                   |
| 8 mars 1848     | 2 mai         | n.n. Gabiot                    | | (Commissaire du gouvernement Boileau, Signard, Gabiot, administrant collectivement .) Au départ de Carion, il attend en intérim l'arrivée de Carré, 2 juin |
| 2 mai 1848      | 1er juin 1848 | Jules Antoine Carion           | Membre de la commission exécutive de Dijon, commissaire du gouvernement par intérim de la Côte-d'Or | Révoqué. Proscrit (Belgique) de 1852 à 1870, puis député de la Côte-d'Or en 1871                                                                           |
| 2 juin 1848     | 21 avril 1849 | Jude Augustin Carré            | Commissaire général de la Côte-d'Or, de la Haute-Saône, de la Saône-et-Loire et de l'Yonne          | Remplacé. |
| 21 avril 1849   | 11 mai 1850   | Marie Antoine Auguste Pétetin  | Préfet de la Côte-d'Or                                                                              | Nommé receveur particulier des finances |

## Préfets du Second Empire (1851-1870)
| Période          | Période          | Identité                   | Fonction précédente    | Observation                                                          |
| ---------------- | ---------------- | -------------------------- | ---------------------- | -------------------------------------------------------------------- |
| 11 mai 1850      | 11 juin 1860     | Hippolyte Dieu             | Préfet de la Mayenne   | Nommé le premier préfet de la Savoie                                 |
| 5 juin 1860      | 23 juillet 1863  | Jean Victor Léopold Isoard | Sous-préfet de Bayonne | Nommé préfet de l'Aveyron                                            |
| 23 juillet 1863  | 27 mars 1865     | Henry Félix Tharreau       | Sous-préfet de Sedan   | Nommé préfet de l'Ariège, sans suite, puis nommé préfet de la Creuse |
| 27 mars 1865     | 26 novembre 1869 | Alfred de Jancigny         | Préfet de l'Ariège     | Nommé préfet de l'Ain                                                |
| 26 novembre 1869 | 7 septembre 1870 | Alfred Bordas Larribe      | Préfet du Lot          | Passe après la guerre de 1870 à la retraite                          |

## Préfets de la Troisième République (1870-1940)
| Période          | Période          | Identité                                          | Fonction précédente                                                               | Observation |
| ---------------- | ---------------- | ------------------------------------------------- | --------------------------------------------------------------------------------- | --- |
| 6 septembre 1870 | 21 novembre 1870 | Charles Emé Jules Meillier                        | Conseiller municipal de Vesoul                                                    | Mis en prison par l'occupant allemand dans la forteresse de Coblence. Sera Conseiller général de Vesoul (1871-18992) et maire de Vesoul (1877-1892) |
| 14 juin 1871     | 19 décembre 1873 | Alexandre Camille Arthur de Bardonnet             | Sous-préfet de Sancerre, puis Sous-préfet honoraire                               | Devient préfet honoraire |
| 19 décembre 1873 | 13 avril 1876    | Michel Antoine Bertin Burin, dit Burin du Buisson | Préfet de la Somme                                                                | Passe à la retraite |
| 13 avril 1876    | 15 décembre 1877 | Alfred François Amédée de Masin                   | Préfet de la Haute-Marne                                                          | |
|                  |                  |                                                   |                                                                                   | |
| 26 mars 1880     | 12 février 1886  | Raymond-Théodore-Louis Michel                     | Sous-préfet d'Autun                                                               | préfet de la Haute-Vienne |
| 12 février 1886  | 7 août 1887      | Marie Gabriel Leroux                              | Secrétaire général des Bouches-du-Rhône                                           | Nommé préfet de l'Orne |
| 7 août 1887      | 7 janvier 1891   | Eugène Léon Sée                                   | Préfet de l'Orne                                                                  | Nommé préfet de la Haute-Vienne |
| 7 janvier 1891   | 31 décembre 1892 | Marie Alexandre Drouin                            | Préfet de la Corrèze                                                              | Nommé préfet d'Indre-et-Loire |
| 31 décembre 1892 | 21 octobre 1895  | René Charles Pichon                               | Préfet de la Lozère                                                               | Nommé Commissaire de Police de la Seine |
| 21 octobre 1895  | 18 octobre 1898  | Gabriel Théophile Arsène Alphonse Fourcy          | Sous-préfet de Fontainebleau                                                      | Nommé préfet de l'Ariège |
| 18 octobre 1898  | 5 septembre 1904 | Jean Jacques Georges Maringer                     | Commissaire du gouvernement près le conseil de préfecture de la Seine             | Nommé préfet d'Eure-et-Loir |
| 5 septembre 1904 | 30 juin 1906     | Emile Albert Antoine Milleteau                    | Sous-préfet de Valenciennes                                                       | Nommé préfet du Calvados |
| 30 juin 1906     | 25 mars 1911     | Georges Antoine Guillaume Reboul                  | Sous-préfet de Compiègne                                                          | Nommé préfet de Maine-et-Loire |
| 25 mars 1911     | 20 octobre 1911  | Albert Joseph Legô (alias Le Gô)                  | Sous-préfet d'Alès                                                                | Nommé percepteur à Montpellier |
| 20 octobre 1911  | 7 avril 1917     | Etienne Coÿne                                     | Sous-préfet de Saint-Quentin                                                      | Nommé préfet du Tarn |
| 7 avril 1917     | 10 janvier 1919  | Jean Joseph Lamie-Boisroziers                     | Secrétaire général du Rhône pour la police                                        | Nommé préfet de Saône-et-Loire |
| 10 janvier 1919  | 4 novembre 1921  | Achille Joseph Henri Villey-Desmeserets           |                                                                                   | |
| 4 novembre 1921  | 15 novembre 1923 | Maurice Auguste Alfred Georges de Veulle          |                                                                                   | |
| 15 novembre 1923 | (non installé)   | Charles Louis Joseph Scheffler                    | Chef de cabinet du sous-secrétaire d'État à l'enseignement technique Gaston Vidal | Nommé chargé de mission au cabinet du ministre du commerce, de l'industrie et des postes et télégraphes Louis Loucheur                              |
| 5 décembre 1923  | 23 janvier 1925  | André Lucien Théophile Laurent                    | Secrétaire général de la Somme                                                    | Mort en fonction |
| 20 février 1925  | (non installé)   | Charles Marie Xavier Droz                         | Contrôleur général au ministère des régions libérées                              | Maintenu en service détaché |
| 20 février 1925  | 14 mai 1926      | François Benoît Claudius Jacquet                  |                                                                                   | |
| 14 mai 1926      | (non installé)   | André Cornu                                       | Chef de cabinet du ministre de l'agriculture Jean Durand                          | Nommé directeur des affaires algériennes |
| 15 mai 1926      | (non installé)   | Charles Marie Etienne Larquet                     | Sous-préfet de Morlaix                                                            | Nommé préfet de l'Aveyron |
| 29 mai 1926      | 2 mai 1930       | Louis Marie Callard                               | Préfet de l'Aveyron                                                               | Nommé préfet de l'Orne |
| 2 mai 1930       | 25 juin 1932     | Eugène Constant Moury, dit Moury-Mouzet           | Préfet des Hautes-Alpes                                                           | Nommé préfet des Deux-Sèvres |
| 25 juin 1932     | 29 mai 1936      | Louis Amédée Joseph Boujard                       | Secrétaire général du Nord                                                        | Nommé préfet des Côtes-du-Nord |
| 29 mai 1936      | 1er juin 1938    | Pierre Antoine Joseph Vieillescazes               |                                                                                   | |
| 23 mars 1938     | (non installé)   | Edouard Louis Marie Joseph Bonnefoy               | Directeur du cabinet du préfet de la Seine(Sous-préfet d'Aubusson pro ordre)      | (préfet pro ordre), maintenu Directeur du cabinet du préfet de la Seine                                                                             |
| 2 juin 1938      | 21 juin 1941     | Jacques Louis Georges Henry dit Jacques-Henry     | Sous-préfet de Brest                                                              | Nommé préfet des Landes, refusé des autorités allemandes, puis nommé préfet de la Creuse                                                            |

## Préfets de Vichy (1940-1944)
| Période         | Période     | Identité                 | Fonction précédente                 | Observation                                     |
| --------------- | ----------- | ------------------------ | ----------------------------------- | ----------------------------------------------- |
| 11 juillet 1941 | 17 mai 1944 | Paul Albert Eugène Théry | Secrétaire général du Pas-de-Calais | Arrêté par les Allemands et mort en déportation |

## Préfets et commissaires de la République duGPRFet de la Quatrième République (1944-1958)
| Période           | Période          | Identité                             | Fonction précédente                                             | Observation |
| ----------------- | ---------------- | ------------------------------------ | --------------------------------------------------------------- | --- |
| 13 septembre 1944 | 6 avril 1949     | Jean Thomassin                       | Directeur départemental du ravitaillement général dans le Doubs | (Proposé comme préfet du Doubs ou de la Haute-Saône dans le rapport Guizot d'avril 1944). Nommé préfet de la Vienne |
| 6 avril 1949      | 22 mars 1950     | Olivier Marin                        | Professeur à l'E.N.A. et à l'E.N.F.O.M                          | Nommé inspecteur général de l'administration en Algérie                                                             |
| 22 mars 1950      | 1er octobre 1952 | Pierre Charles Antoine Henri Larrieu | Inspecteur général de l'administration en Algérie               | Nommé préfet de la Manche                                                                                           |
| 16 novembre 1952  | 14 octobre 1954  | Gaston Claude Villéger               | Préfet de Guadeloupe                                            | Nommé préfet de la Martinique                                                                                       |
| 14 octobre 1954   | 1er juillet 1958 | Jean-Daniel Charles Herrenschmidt    | Préfet du Territoire de Belfort                                 | Détaché au ministère des affaires étrangères Secrétaire général de l'ambassade de France à Rabat                    |

## Préfets de la Cinquième République (depuis 1958)
| Période           | Période           | Identité                           | Fonction précédente                                                                   | Observation                                               |
| ----------------- | ----------------- | ---------------------------------- | ------------------------------------------------------------------------------------- | --------------------------------------------------------- |
| 15 juillet 1958   | 7 mai 1961        | Jacques Paul Louis Bonis-Charancle | Sous-préfet de Dunkerque                                                              | Nommé Directeur adjoint du cabinet du ministre Roger Frey |
| 6 juin 1961       | 16 février 1963   | René Marie Albert Yves Debia       | Sous-préfet de Montbéliard                                                            | Nommé préfet du Territoire de Belfort                     |
| 16 février 1963   | 12 juillet 1967   | Jean Deliau                        | Chargé de mission auprès du président de l'Assemblée nationale Jacques Chaban-Delmas  | Nommé préfet de la Martinique                             |
| 12 juillet 1967   | 15 juin 1970      | René Érignac                       | Préfet de la Creuse                                                                   | Nommé préfet de Vaucluse                                  |
| 15 juin 1970      | 14 juin 1973      | Jean Cérez                         | Chargé de mission au secrétariat général de la Présidence de la République            | Nommé préfet des Pyrénées-Atlantiques                     |
| 14 juin 1973      | 28 septembre 1977 | Henri Bernard de Pelagey           | Secrétaire général des Hauts-de-Seine                                                 | Nommé préfet de la Drôme                                  |
| 28 septembre 1977 | 16 juillet 1981   | Pierre Costa                       | Secrétaire général des Alpes-Maritimes                                                | Nommé préfet de la Meuse                                  |
| 16 juillet 1981   | 8 février 1983    | Albert Uhrich                      |                                                                                       |                                                           |
| 8 février 1983    | 11 février 1987   | Guy Merrheim                       |                                                                                       |                                                           |
| 2 mars 1987       | 16 décembre 1990  | François Lefebvre                  |                                                                                       |                                                           |
| 17 décembre 1990  | 3 janvier 1993    | Hubert Fournier                    |                                                                                       |                                                           |
| 4 janvier 1993    | 21 août 1994      | Paul Roncière                      |                                                                                       |                                                           |
| 22 août 1994      | 5 avril 1999      | Albert Daussin-Charpentier         |                                                                                       |                                                           |
| 6 avril 1999      | 29 octobre 2000   | Anne Merloz                        |                                                                                       |                                                           |
| 30 octobre 2000   | 27 juillet 2003   | Patrick Subrémon                   |                                                                                       |                                                           |
| 28 juillet 2003   | 5 mars 2006       | Hervé Masurel                      |                                                                                       |                                                           |
| 6 mars 2006       | 9 octobre 2008    | Francis Lamy                       |                                                                                       |                                                           |
| 30 octobre 2008   | 26 avril 2010     | Pierre-André Durand                |                                                                                       |                                                           |
| 27 avril 2010     | 15 février 2012   | Éric Freysselinard                 |                                                                                       |                                                           |
| 16 février 2012   | 29 avril 2014     | Arnaud Cochet                      |                                                                                       |                                                           |
| 30 avril 2014     | 8 juillet 2015    | François Hamet                     |                                                                                       |                                                           |
| 9 juillet 2015    | 7 décembre 2017   | Marie-Françoise Lecaillon          |                                                                                       |                                                           |
| 8 décembre 2017   | 7 novembre 2019   | Ziad Khoury (d)                    |                                                                                       | Nommé préfet de l'Aisne.                                  |
| 8 novembre 2019   | 7 octobre 2021    | Fabienne Balussou (d)              | Secrétaire générale de la préfecture du Val-de-Marne.                                 |                                                           |
| 7 octobre 2021    | 20 septembre 2023 | Michel Vilbois (d)                 | Préfet délégué pour la défense et la sécurité auprès du préfet de la région Grand Est |                                                           |
| 27 septembre 2023 |                   | Romain Royet (d)                   |                                                                                       |                                                           |